# Вахрушев, Алексей Михайлович
Алексей Михайлович Вахрушев (род. 8 апреля 1976, Ижевск) — российский хоккеист, нападающий, тренер.

## Биография
Воспитанник ижевской «Ижстали», играл за команду в сезонах 1991/92 — 1992/93, 1995/96 — 1997/98, 2005/06 — 2007/08, 2008/09 — 2009/10. Также выступал за клубы «Авангард» Омск (1994/94), «Авангард-2» (1994/95), «Нефтехимик-2» Нижнекамск (1995/96), «Нефтехимик» (1998/99 — 2003/04), «Салават Юлаев» и «Салават Юлаев-2» (2004), «Спартак», «Спартак-2» (оба — Москва) и «Динамо» Минск (все — 2004/05), «Ермак» Ангарск (2008/09).
В «Ижстали» — тренер команды 2002 года рождения (2013—2015, 2016—2018), тренер команды ВХЛ (2015/16, 2018/19). Главный тренер команды Академии Михайлова 2006 г. р. (2020). Тренер команды ЮХЛ «Волна» Казань (2020—2022). Главный тренер команды «Олимпии» Кирово-Чепецк 2008 г. р. (2022—2023). Тренер в Академии Михайлова (с 2023).